# Simon Pytlick
Simon Bogetoft Pytlick (ur. 11 grudnia 2000 w Svendborgu) – duński piłkarz ręczny grający na pozycji rozgrywającego. Od 2023 roku gra w SG Flensburg-Handewitt.

## Kariera reprezentacyjna
Zadebiutował w duńskim drużynie narodowym 4 listopada 2021 r. Przeciwko Norwegii podczas turnieju Golden League.  W 2023 r. był częścią duńskiej drużyny, która wygrała Mistrzostwa Świata.Był głównym czynnikiem przyczyniającym się do sukcesu Danii, w tym strzelając 9 bramek w finale oraz został wybranym najlepszym lewym rozgrywający tej imprezy.
W listopadzie 2024 r. został mianowany wicekapitanem duńskiego drużyny narodowej .
W 2025 r. wygrał Mistrzostwa Świata i został wybranym najlepszym lewym rozgrywający turnieju.

## Kariera klubowa
Simon Pytlick zaczął grać w piłkę ręczną w szeregach młodzieży Gog Håndbold w 2012 roku. W 2019 roku zadebiutował w duńskiej lidze piłki ręcznej. W swoim debiutanckim sezonie rozegrał 6 meczów i strzelił 10 bramek. Ze względu na kontuzję swojego kolegę z drużyny Emil Lærke, miał więcej czasu na grę w sezonie 2019/2020 i zdobył nagrodę Talent of the Year.  W następnym sezonie wygrał mistrzostwo duńskie i był w drużynie All Star.
W 2022 roku przedłużył swój kontrakt z GOG, ale rozegrał tylko jeden sezon, w którym po raz kolejny wygrał mistrzostwo Danii.
W 2023 r. podpisał umowę z SG Flensburg Handewitt.

## Osiągnięcia

### Klubowe
Mistrzostwa Danii:
- Zwycięzca: 2022, 2023
- Srebro: 2019, 2020

Puchar Danii
- 2019, 2022

### Reprezentacja:
Igrzyska olimpijskie:
- Paryż 2024

Mistrzostwa świata:
- Polska/Szwecja 2023, Chorwacja/Dania/Norwegia 2025

Mistrzostwa Europy:
- Niemcy 2024

### Nagrody indywidualne
- Najlepszy lewy rozgrywający Mistrzostwa Świata 2025
- Najlepszy lewy rozgrywający Mistrzostwa Świata 2023